# Estadilla
Estadilla – gmina w Hiszpanii, w prowincji Huesca, w Aragonii, o powierzchni 50,39 km². W 2011 roku gmina liczyła 855 mieszkańców.